# Ronald Leslie-Melville, XI conte di Leven
Ronald Ruthven Leslie-Melville, XI conte di Leven e X conte di Melville (19 dicembre 1835 – 21 agosto 1906), è stato un nobile scozzese.

## Biografia
Era il figlio di John Leslie-Melville, IX conte di Leven, e della sua seconda moglie, Sophia Thornton, figlia di Henry Thornton. Studiò all'Eton College e al Christ Church (Oxford). Successe al fratellastro Alexander nel 1889.

## Carriera
È stato direttore della Peninsular and Oriental Steam Navigation Company e della Banca d'Inghilterra (1884-1894).
È stato Custode del sigillo privato di Scozia (1900-1906) e Lord High Commissioner to the General Assembly of the Church of Scotland (1898-1906). È stato nominato un Consigliere Privato nel 1902.

## Matrimonio
Sposò, il 7 maggio 1885, Emma Selina Portman (5 aprile 1863-1 marzo 1941), figlia di William Henry Berkeley Portman, II visconte Portman Ebbero cinque figli:
- John Leslie-Melville, XII conte di Leven (5 aprile 1886-11 giugno 1913);
- Lady Constance Betty Leslie-Melville (7 agosto 1888-13 agosto 1922)[3];
- Archibald Leslie-Melville, XIII conte di Leven (6 agosto 1890-15 gennaio 1947);
- David William Leslie-Melville (23 maggio 1892-10 dicembre 1938), sposò Susanna Sleigh, non ebbero figli;
- Ian Leslie-Melville (14 agosto 1894-10 febbraio 1967), sposò Charlotte Isabel Stirling, ebbero quattro figli.

## Morte
Morì il 21 agosto 1906.